# Astragalus tortipes
Astragalus tortipes är en ärtväxtart som beskrevs av J.L.Anderson och J.M.Porter. Astragalus tortipes ingår i släktet vedlar, och familjen ärtväxter. Inga underarter finns listade i Catalogue of Life.